# Яйцо (фильм)
«Яйцо» (тур. Yumurta) — турецкая мелодрама 2007 года, снятая Семихом Капланоглу. Первый фильм в трилогии о поэте Юсуфе (последующими являются фильмы «Молоко» и «Мёд»), но в хронологическом порядке является последним. Был показан на Каннском кинофестивале 2007 года. В турецких кинотеатрах вышел 9 ноября 2007 года.

## Сюжет
Поэт Юсуф узнаёт о кончине своей матери Зехры и возвращается в свой родной город Тир, где не был долгое время. В доме своей матери он встречается со своей кузиной Айлой, о которой прежде не знал. Айла прожила с матертью Юсуфа пять лет. Айла советует Юсуфу исполнить последнюю волю матери и принести в жертву ягнёнка на могиле Зехры. Постепенно Юсуф начинает всё чаще предаваться воспоминаниям о доме, привыкать к ритму города, его обитателям и заполненным призраками пространствам.
Юсуф и Айла отправляться к святыне для проведения церемонии жертвоприношения. Однако пастух, у которого они хотели забрать ягнёнка, ушёл в горы со своим стадом на несколько часов, поэтому Юсуф и Айла проводят ночь в отеле у озера. Свадебная церемония в отеле сближает Юсуфа и Айлу...

## В ролях
| Актёр                 | Роль                       |
| --------------------- | -------------------------- |
| Неят Ишлер            | Юсуф                       |
| Саадет Аксой          | Айла                       |
| Уфук Байрактар        | Халук                      |
| Тюлин Эзен            | женщина в книжном магазине |
| Гюльчин Сантырджиоглу | Гюль                       |
| Каан Карабаджак       | крестьянский ребёнок       |
| Семра Капланоглу      | Зехра                      |

## Премии
- Международный кинофестиваль в Вальдивии 2007: лучший режиссёр, лучшая актриса
- Сараевский кинофестиваль 2007: премия «Сердце Сараево» лучшей актрисе
- Международный анталийский кинофестиваль «Золотой апельсин» 2007: лучший фильм, лучший сценарий, лучший оператор, лучший художнико-постановщик, лучшие костюмы, приз жюри лучшему молодому таланту, приз жюри NETPAC за лучший фильм
- Всемирный кинофестиваль Бангкока 2007: лучший режиссёр
- Международный стамбульский кинофестиваль 2008: премия «Золотой тюльпан» лучшему фильму по версии зрителей
- Международный кинофестиваль «Фаджр» 2008: лучший режиссёр